# Escena punk de Liverpool
La escena punk de Liverpool fue un acontecimiento cultural ocurrido a finales de la década de 1970 que brindó creatividad en cuanto a arte y música en la ciudad de Liverpool, capital del condado de Merseyside, Inglaterra. Aunque rápidamente la escena punk evolucionó a géneros más elaborados, como el new wave, el indie y el synthpop, dio inicio a las carreras de muchos prominentes artistas, como Holly Johnson (luego cantante de Frankie Goes To Hollywood), Julian Cope, los futuros miembros de Echo and the Bunnymen, OMD y otros.
En 1976, bandas punks como The Sex Pistols imponían una nueva era a la música en Gran Bretaña, creándose en muchas ciudades del país diferentes escenas punk locales, destacando Londres, Glasgow, Mánchester, Bristol, Birmingham, Cardiff y otras partes. Liverpool sería otra de esas ciudades importantes donde también acaecerían los sucesos y consecuencias del punk.
Liverpool, y Merseyside en conjunto, habían sido escenario de otra ola musical, el Merseybeat, con grupos como The Beatles o The Searchers. Los primeros fueron los más influyentes en el mundo hasta su separación en 1970.
El 1 de octubre de 1976, Roger Eagle, Pete Fulwell y Ken Testi abrieron el club local Eric's Club, donde en los años siguientes sería escenario de diversas manifestaciones musicales, comenzando con el punk. Aquel día de abierto el lugar, la banda The Stranglers fue la primera en tocar.
Una de las primeras bandas punk en formarse en la ciudad fue Big In Japan. Una homónima canción lanzada en un sencillo compartido con el grupo Yachts tenía características del género. Poco después el sonido de Big In Japan cambió a más complejos llegando al post-punk. Big In Japan tuvo numerosos integrantes en su corto tiempo de duración, cuya mayoría cosechó éxitos años después. El baterista Budgie tocaría en The Slits y luego en Siouxsie And The Banshees, casándose con la cantante de esta banda, Siouxsie Sioux; Bill Drummond formaría de The KLF; David Balfe formaría de The Teardrop Explodes y años más tarde produciría para Blur; Holly Johnson se haría reconocido en Frankie Goes To Hollywood.
Al comienzo, Eric's estaba pensado sólo para ser un club punk, pero la rápida evolución sonora de la escena, así como la admiración de la banda art rock Deaf School, hicieron que eso no llegue a más.

## Bandas
- Radio Blank
- Big In Japan
- The Spitfire Boys